# Elfstedenronde
A Elfstedenronde (também conhecida como o Tour das Onze Cidades ou a Volta das Onze Cidades) é uma corrida ciclista de um dia que se disputa em Bruges, Bélgica com percurso similar à corrida de patinagem do mesmo nome.
Sua primeira edição disputou-se em 1943, com interrupções em 1944, entre 1975-1986 e entre 1990-2016, para regressar novamente em 2017 baixo o nome de Bruges Cycling Classic fazendo parte do UCI Europe Tour dentro da categoria 1.1 com vitória do ciclista belga Wout van Aert. A competição voltou a seu nome original em 2018.

## Palmarés
| Ano                                                     | Vencedor             | Segundo                              | Terceiro                 |           |
| ------------------------------------------------------- | -------------------- | ------------------------------------ | ------------------------ | --------- |
| Elfstedenronde                                          |                      |                                      |                          |           |
| 1943                                                    | André Declerck       | Joseph Moerenhout                    | Richard Depoorter        |           |
| 1944 edição não realizada pela Segunda Guerra Mundial   |                      |                                      |                          |           |
| 1945                                                    | André Maelbrancke    | Marcel Rijckaert                     | Joseph Moerenhout        |           |
| 1946                                                    | Sylvain Grysolle     | Albert Sercu                         | Joseph Moerenhout        |           |
| 1947                                                    | Désiré Keteleer      | Gustave Van Overloop Valère Ollivier |                          |           |
| 1948                                                    | August Van Gaever    | Maurice-andré Deschacht              | René Oreel               |           |
| 1949                                                    | Julien Ardijns       | Albert Ramon                         | Gustave Dillis           |           |
| 1950                                                    | Georges Desplenter   | René Janssens                        | Lode Wouters             |           |
| 1951                                                    | Marcel Kint          | Julien Van Dijcke                    | Wout Wagtmans            |           |
| 1952                                                    | Hilaire Couvreur     | Juul Huvaere                         | Edward Peeters           |           |
| 1953                                                    | Marcel Rijckaert     | Gerard Buyl                          | Henri Denys              |           |
| 1954                                                    | Hilaire Couvreur     | Roger Decock                         | Lucien Mathys            |           |
| 1955                                                    | Karel De Baere       | René Mertens                         | Joseph Plas              |           |
| 1956                                                    | Marcel Rijckaert     | René Mertens                         | Lucien Mathys            |           |
| 1957                                                    | André Noyelle        | Gilbert Scodeller                    | Henri Denys              |           |
| 1958                                                    | Gabriel Borra        | Petrus Oellibrandt                   | Georges Decraeye         |           |
| 1959                                                    | Maurice Meuleman     | Leon Vandaele                        | Jan Van Gompel           |           |
| 1960                                                    | Joop Captein         | Frans Aerenhouts                     | Antoon van der Steen     |           |
| 1961                                                    | Rik Van Steenbergen  | Gustaaf Van Vaerenbergh              | Jos Hoevenaers           |           |
| 1962                                                    | Emile Severeyns      | Norbert Coreelman                    | Julien De Pré            |           |
| 1963                                                    | Peter Post           | Armand Desmet                        | Leon Vandaele            |           |
| 1964                                                    | Leon Vandaele        | Alfons Hermans                       | Theo Mertens             |           |
| 1965                                                    | Rik Van Looy         | Gustaaf De Smet                      | Bernard Van De Kerckhove |           |
| 1966                                                    | Arthur Decabooter    | Walter Godefroot                     | Edward Sels              |           |
| 1967                                                    | Guido Reybrouck      | Arthur Decabooter                    | Gustaaf De Smet          |           |
| 1968                                                    | Roger Rosiers        | Willy Bocklant                       | Michel Jacquemin         |           |
| 1969                                                    | Léo Duyndam          | Michael Wright                       | Eric De Vlaeminck        |           |
| 1970                                                    | Daniel Van Ryckeghem | Frans Verbeeck                       | Eric De Vlaeminck        |           |
| 1971                                                    | Harry Van Leeuwen    | Eddy Verstraeten                     | Noël Vantyghem           |           |
| 1972                                                    | Hubert Hutsebaut     | Willy Van Neste                      | Guido Reybrouck          |           |
| 1973                                                    | Patrick Sercu        | Freddy Maertens                      | Frans Verbeeck           |           |
| 1974                                                    | Freddy Maertens      | Wilfried Wesemael                    | Walter Godefroot         |           |
| 1975-1986 edições não realizadas                        |                      |                                      |                          |           |
| 1987                                                    | Jos Lammertink       | Jozef Lieckens                       | Søren Lilholt            |           |
| 1988                                                    | Roger Ilegems        | Jozef Lieckens                       | Frank Pirard             |           |
| 1989                                                    | Rudy Patry           | Ludwig Willems                       | Rudy Verdonck            |           |
| 1990-2016 edições não realizadas Bruges Cycling Classic |                      |                                      |                          |           |
| 2017                                                    | Wout van Aert        | Mathieu van der Poel                 | Lawrence Naesen          |           |
| Elfstedenronde                                          |                      |                                      |                          |           |
| 2018                                                    | Adam Blythe          | Coen Vermeltfoort                    | Hugo Hofstetter          |           |
| 2019                                                    | Tim Merlier          | Fabio Jakobsen                       | Jasper Philipsen         |           |
| 2020                                                    | cancelado            | cancelado                            | cancelado                | cancelado |
| 2021                                                    | Tim Merlier          | Mark Cavendish                       | Sasha Weemaes            |           |
| 2022                                                    | Fabio Jakobsen       | Caleb Ewan                           | Tim Merlier              |           |
| 2023                                                    | Jasper Philipsen     | Caleb Ewan                           | Fabio Jakobsen           |           |
| 2024                                                    | Alexander Kristoff   | Jarne Van De Paar                    | Pierre Barbier           |           |
| 2025                                                    |                      |                                      |                          |           |

## Palmarés por países
Actualizado após edição de 2023
| País          | Vitórias |
| ------------- | -------- |
| Bélgica       | 33       |
| Países Baixos | 6        |
| Reino Unido   | 1        |